# Paul Noel
Paul Wendel Noel (Midway, 17 agosto 1924 – Versailles, 16 novembre 2005) è stato un cestista statunitense, professionista nella BAA e nella NBA.

## Palmarès
- Campionato NBA: 1

Rochester Royals: 1951